# Oratorio di Santa Caterina d'Alessandria (Ceriana)
L'oratorio di Santa Caterina d'Alessandria è un luogo di culto cattolico situato nel comune di Ceriana, in piazza Santo Spirito, in provincia di Imperia. L'edificio è vicino alla chiesa vecchia dei Santi Pietro e Paolo, quest'ultima già parrocchiale del borgo.
Il "venerabile Oratorio di Santa Catterina di Alessandria" risulta fondato nel 1340, come annotato nel 1° articolo dello Statuto del 1913, che fa riferimento all'elenco dei primi confratelli e alla successiva bolla di papa Alessandro VII.
La santa si festeggia il 25 novembre ed è protettrice dei filosofi, studenti e mugnai.
L'oratorio ospita anche santa Apollonia di Alessandria, protettrice dei dentisti e delle malattie dei denti e si festeggia il 9 febbraio.

## Storia e descrizione

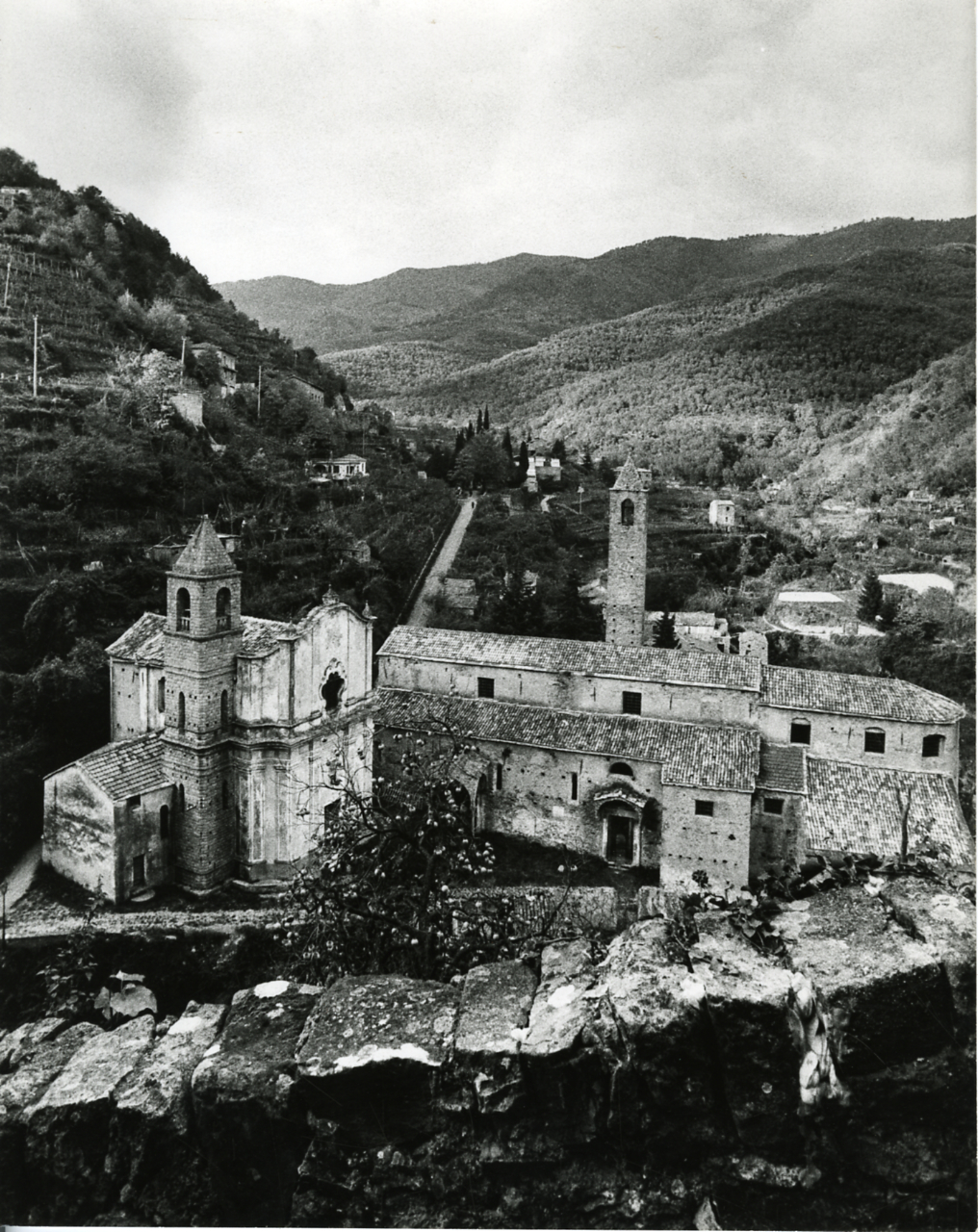
Foto del 1981 facente parte del servizio fotografico di Paolo Monti

Eretto nel XIV secolo, fu successivamente ricostruito in stile barocco nel 1737, più ampio; il campanile, adiacente alla chiesa e costruito nel XX secolo è testimone dell'arte di lavorare la pietra degli scalpellini cerianaschi.
La facciata barocca, restaurata magistralmente nel 2020, ha recuperato i suoi colori originari del 1792 e una nuova statua marmorea che è stata posta nella nicchia sopra la porta.
L'aula rettangolare, classica per un oratorio di confraternita, che è improntata su elementi barocchi, neoclassici e in stile impero, si conclude con un monumentale altare marmoreo del 1773 scolpito dal Mazzetti: contiene il tabernacolo, angeli in volo, lo Sposalizio Mistico e la tela di Antonio Lupi, memoria del trittico di Santa Caterina tra santa Marta e Santa Maria Maddalena dipinto su tavola da Francesco Brea dal 1544 al 1548; restaurato negli anni novanta del XX secolo, è ora custodito nella nuova chiesa parrocchiale dei Santi Pietro e Paolo.
Ai lati, gli scranni dei confratelli e dei priori in legno di castagno intarsiato, sono sormontati da stucchi, talvolta dorati, e da statue, intervallate dai dipinti raffiguranti il Martirio di santa Caterina e il suo Sposalizio Mistico di Antonio Lupi, in sostituzione di altri con gli stessi soggetti, trafugati negli anni sessanta del Novecento.
In una nicchia a destra del portone è collocata la statua lignea policroma processionale di Santa Caterina di Filippo Ghersi (1867), restaurata nel 2002.
L'archivio, conservato presso l'abitazione di un confratello, riordinato negli anni settanta del secolo scorso, risulta essere il più completo per ricchezza di documentazione e contiene lezionari, notizie riguardanti lasciti e famiglie legate alla confraternita; i libri dei conti a partire dal 1532 senza interruzione cronologica, il registro degli iscritti datato 1796 e i libri delle deliberazioni, sono continuamente aggiornati. 
L'Iscrizione alla Confraternita e la Vestizione dei nuovi confratelli avviene durante le funzioni serali del 25 novembre secondo un antico cerimoniale, aggiornato nei primi anni novanta, ma che conserva gli antichi gesti, inni e preghiere.
Il Sottopriore, che subentra al Priore l'anno successivo, è eletto la sera del Mercoledì Santo, durante le prove dei canti Penitenziali con il rito dei fagioli bianchi e neri posti in un calice forato dai confratelli. Sarà il Presidente della Confraternita a proclamare eletto il sottopriore, se i fagioli bianchi supereranno i fagioli neri. 
Insieme alla Compagnia della Misericordia (dei neri) e alle altre due confraternite (di Santa Marta - dei Verdi e della Visitazione - degli Azzurri), contraddistinta dal colore rosso del "tabarrino" prende parte ai Riti della Settimana Santa: la sera del Giovedì Santo, a turno i 4 sodalizi si recano in chiesa, con le croci e gli strumenti della Passione a rendere omaggio a Gesù immerso in una policromia di fiori e germogli di grano sull'Altare di Reposizione, che presenta ogni anno una scena diversa della Passione con statue risalenti al Settecento. Nel presbiterio cantano i loro canti penitenziali, quali Miserere, Stabat Mater, Alma contempla, Domine Jesu Crhiste, uguali nelle parole, ma diversi nella musica, in una chiesa parrocchiale oscurata e gremita di fedeli emozionati.
Il Venerdì Santo la confraternita di Santa Caterina chiude la lunga processione laica che si snoda lungo gli stretti carugi del paese, composta dai confratelli dei 4 sodalizi che cantano i Canti penitenziali, dai portatori e battitori di croci e dai bambini che portano i simboli della passione di Cristo.
Queste sono funzioni radicate nell'animo dei cerianaschi, non sono folclore, ma vera tradizione permeata talvolta ancora dalla Fede: lo dimostrano gli antichi canti risalenti al XVIII secolo e oltre, la partecipazione di bambini e bambine dai 3 anni di età fino a confratelli di oltre 90 anni, oltre ad un forte senso di appartenenza alla propria Confraternita degli iscritti.